# آنا گرمان
آنا یوگنیونا گرمان (به روسی: А́нна Евге́ньевна Ге́рман)، (به لهستانی: Anna Witkoria German-Tucholska) و (به آلمانی: Anna Viktoria German) (زاده ۱۴ فوریه ۱۹۳۶ در گُرگانج، ازبکستان - درگذشته ۲۶ اوت ۱۹۸۲ ورشو، لهستان) خواننده و آهنگساز نامدار آلمانی‌تبار بود که استعدادش در لهستان شکوفا شد.

## خاستگاه
پدر او یوگنی گرمان (به روسی: Евгений Фридрихович Герман) از نسل مهاجرین آلمانی گرمان (طبق خط سیریلیک Герман) بود که در اواسط قرن ۱۷ به روسیه آمدند و در مناطق مختلف مرکزی سکنا گزیدند. او در سال ۱۹۰۹ در طی سفری در لدزو به دنیا آمد و در کشاکش پاکسازی بزرگ استالینیستی در سال ۱۹۳۸ توسط سرویس مخفی NKVD در تاشکند ازبکستان کشته شد. اغلب اعضای خانواده به موسیقی و آواز خواندن اهمیت می‌دادند. یوگنی نیز آواز خواندن و نواختن گیتار، ویلن و پیانو را دوست داشت. در بازگشت به تاشکند او به عنوان کارمند مشغول به کار شد. در گُرگانج با ایرما مارتنس (Irma Martens) ازدواج کرد. نیاکان ایرما مارتنس از منونایتها بودند که از غرب اروپا به روسیه آمده بودند. او معلم زبان آلمانی بود. ایرما در سال ۱۹۳۶ دختری به نام آنا به دنیا آورد و در سال ۱۹۳۷ نیز پسری به نام فردریش به دنیا آورد که زود از دنیا رفت.

## دوران کودکی
آنا در سال ۱۹۳۷ هنوز طفلی یک ساله بود که پدر او را بازداشت کردند. در آن زمان در اتحاد جماهیر شوروی پاکسازی بزرگ در حال انجام بود و افراد بیگناه بسیاری زندانی می‌شدند. به دنبال متهم شدن اوگن گرمان به جاسوسی، در سال ۱۹۳۸ در تاشکند او را با شلیک گلوله از پای درآوردند. اگر چه در آن سال‌ها اعضای خانواده کسانی که به دشمنی نسبت به میهن متهم می‌شدند نیز اغلب بازداشت می‌شدند، همسرش ایرما و دخترش آنا و مادر همسرش بازداشت نشدند و فقط به دلیل وضعیت نامساعد زندگی بسیار رنج کشیدند. در طول جنگ جهانی دوم شرایط جمهوری آنها بسیار بد شد اگر چه جنگی در قسمت آسیایی شوروی اتفاق نیفتاد. زبان مادری آنا روسی و پلاودیتش (گونه‌ای از گویش پروسی سفلا از گروه زبان‌های آلمانی سفلای شرقی) بود که والدینش ترجیح می‌دادند به این زبان‌ها صحبت کنند.
در سال ۱۹۴۴ ایرما با یک افسر پیاده‌نظام به نام گرمان برنر (German Berner) آشنا شد که در ارتش خلق لهستان (لهستانی Armia Ludowa) خدمت می‌کرد و آنگاه با هم ازدواج کردند. گرمان برنر دربارهٔ خانواده اش در ورشو، جایی که خیال داشت ایرما و آنا و مادر بزرگ آنا را به آنجا منتقل کند، بسیار تعریف می‌کرد. پس از چند روز او به میدان جنگ برای رزم بازگشت و مدت زیادی نگذشته بود که به همسرش اطلاع دادند که در طول نبرد مفقود الاثر شده‌است. هیچ‌کدام از رفقایش کشته شدن او را ندیدند، به همین جهت همسرش ایرما مدت‌ها چشم امید به زنده بودن او داشت.

## مهاجرت به لهستان
در سال ۱۹۴۶ ایرما به عنوان بیوه زن افسری لهستانی همراه دختر و مادرش به ورشو کاملاً ویران شده قدم گذاشت و در جمهوری تازه تأسیس لهستان آنان را به عنوان شهروند پذیرفتند. حکومت محلی آنان را به وروتسواف منتقل کرد که ایرما توانست در آن‌جا به عنوان لباس‌شو به کار مشغول شود. آنا به زودی توانست زبان لهستانی را به خوبی فرا گیرد و تحصیل کند.

## دوران تحصیل

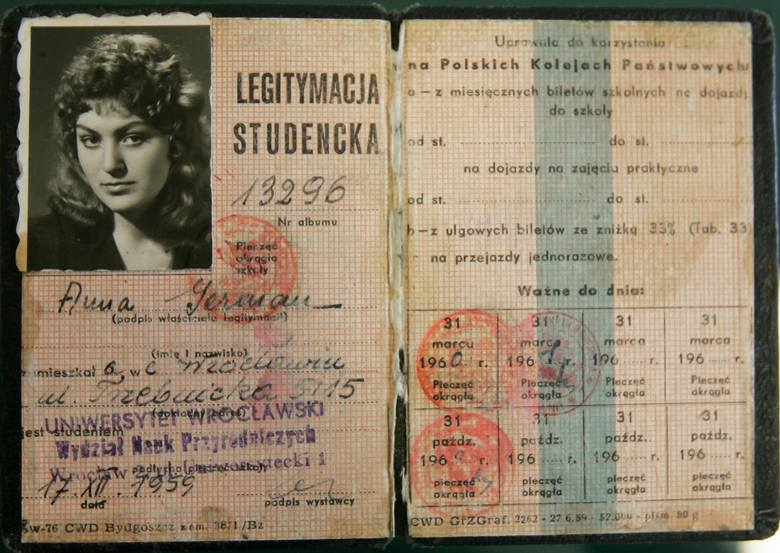
کارت هویت از طرف دانشگاه ورشو که در ۱۷ دسامبر ۱۹۵۹ به آنا گرمان داده شد

آنا به صورت مادرزادی توانایی شنوایی لانهایه و صدایی بی همتا (لیریک سوپرانو) داشت بنابراین آواز خواندن در خانه و مدرسه برای او خوشایند بود. به این دلیل پس از پایان موفقیت‌آمیز تحصیلاتش در مدرسه برآن شد برای تحصیل در رشته خوانندگی به کنسرواتوار وارد شود ولکن بنا به درخواست و نظر مادرش به تحصیل زمین‌شناسی مشغول شد. او در طول تحصیل بر علاقه و عشق دوران کودکیش یعنی موسیقی و خوانندگی پایبند ماند و متعاقباً به تئاتر کالامبور (Kalambur) جایی که توانست فعالانه استعداد خود را بسط دهد و آن را تمرین کند پا نهاد. در سال ۱۹۶۲ او همزمان توانست فارغ‌التحصیل رشته زمین‌شناسی با مدال طلا شود و امتحان کمیسیون صلاحیت ورشو را پشت سر گذراند و به عنوان هنرمند نائل گردد.

## خوانندگی حرفه‌ای
او در فستیوال‌های مشهور بسیاری در لهستان همچون سوپوت و اوپوله شرکت کرد که صدای زیبا و مرتعش و قویش و همچنین دلربایی سحرانگیزش مورد پسند مردم واقع شد. آنا گرمان به وسیله ترانه‌ای به نام "Tańczące Eurydyki" موفق به دریافت بهترین جایزه گردید. او به زبان لهستانی، روسی، انگلیسی، ایتالیایی، اسپانیایی، لاتین و آلمانی ترانه می‌خواند و سبک بسیار خاص شخصی خویش را آفرید که قابل مقایسه با هیچ‌کس نیست و برای همیشه جاودانه خواهد بود.
در شوروی او بسیار مورد علاقه بود و بسیار مشهور شد و تا کنون نیز شهرتش باقی است. تقریباً هیچ‌گاه امکان خرید بلیت کنسرت‌هایش نبود چرا که خیلی قبل تر آنها خریداری شده بودند. اولین صفحه گرامافون بزرگ او در سال ۱۹۶۷ در شوروی بیرون آمد و در تمام کشور هشت آلبوم او منتشر شد که بلافاصله نیز در فروشگاه‌ها کمیاب شد.
آنا در ارائه قابلیت‌هایش در ایتالیا، جایی که ترانه‌های سنتی ناپلی را با به خوبی رعایت کردن آکسان‌های ایتالیایی خواند، بسیار موفق بود و در سال ۱۹۶۷ به موفقیتی درخشان و بزرگ در سانرمو نائل شد.

## حادثه رانندگی در ایتالیا
در سال ۱۹۶۷، موفقیت در خوانندگی به صورتی غم‌انگیز به حادثهٔ رانندگی ای در نزدیکی بولونیا در ایتالیا عصر هنگام به دلیل خواب رفتن راننده خاتمه یافت. خودرو دچار سانحه شده را صبح فردای آن روز یافتند که آنا گرمان درش به سختی نفس می‌کشید. تصادف شکستگی‌های سختی را بر ستون فقرات، هردو پا و یکی از بازوها و جمجمه او بر جای گذاشت.
او دوازه روز بیهوش بود و چند عمل سخت را نیز تجربه کرد و سپس پنج ماه در گچ بود. مدت زمان طولانی را برای بازیابی سلامتش در ایتالیا و لهستان گذراند.
آنا گرمان دربارهٔ این حادثه کتابی به نام "Wróć do Sorrento?..." (بازگشت به سورنتو ؟ ...) نوشت که در آن به سبکی طنز آمیز دربارهٔ اقامتش را در ایتالیا نوشت.

## بازگشت به صحنه
تابستان ۱۹۷۲ تور کنسرت‌های آنا گرمان که مدتها انتظارش را می‌کشیدند بالاخره در سراسر شوروی اتفاق افتاد. اولین کنسرت در سالن تئاتر یرمیتاژ مسکو برگزار شد که پس از پایان هر ترانه شاهد تشویق‌های بی پایان حضار بود.
در آن زمان او شروع به ساختن ترانه‌های شخصی خویش کرد که از آن میان می‌توان به "Człowieczy los" (سرنوشت انسانی) و "Feralna dziewczyna" (دختر بیپروا) اشاره کرد.
در سال ۱۹۸۰ آنا گرمان پس از پایان خواندن ترانه مردمی روسی به نام «Когда цвели сады» (آنگاه که باغ گل داشت) ناگهان درد شدیدی در پایش احساس کرد. پزشکان درمان جدی و عمل جراحی را پیشنهاد کردند ولکن او امیدوار بود با درمان‌های غیر مرسوم سلامتی اش را بازیابد.
آخرین تورهای کنسرت او در استرالیا اتفاق افتاد. پس از آن بیماری او (سرطان) به سرعت پیشرفت کرد و چندین عمل جراحی نیز نتیجه‌ای مثبت در برنداشت و سرانجام در ۲۶ آگوست ۱۹۸۳، زمانی که ۴۶ سال داشت، درگذشت و در قبرستان اوانجلیست‌های اصلاح گرای ورشو او را دفن کردند.

## خانواده
آنا در سال ۱۹۷۲ با یک مهندس به نام زبیگنیف توچلسکی "Zbigniew Tucholski" ازدواج کرد. آنها هردو از پیروان کلیسای منتظران ظهور روز هفتم بودند. در سال ۱۹۷۵ آنا گرمان برخلاف منع پزشکان پسری بدنیا آورد که نامش را زبینیف ایوار "Zbigniew-Ivarr" گذاردند و برایش چندین آهنگ ساخت و خواند که از آن میان می‌توان به" ملودی برای فرزند" (Melodia dla synka)، "ممنون مامان" (Dziękuję ci mamo) اشاره کرد.

## یادبودها

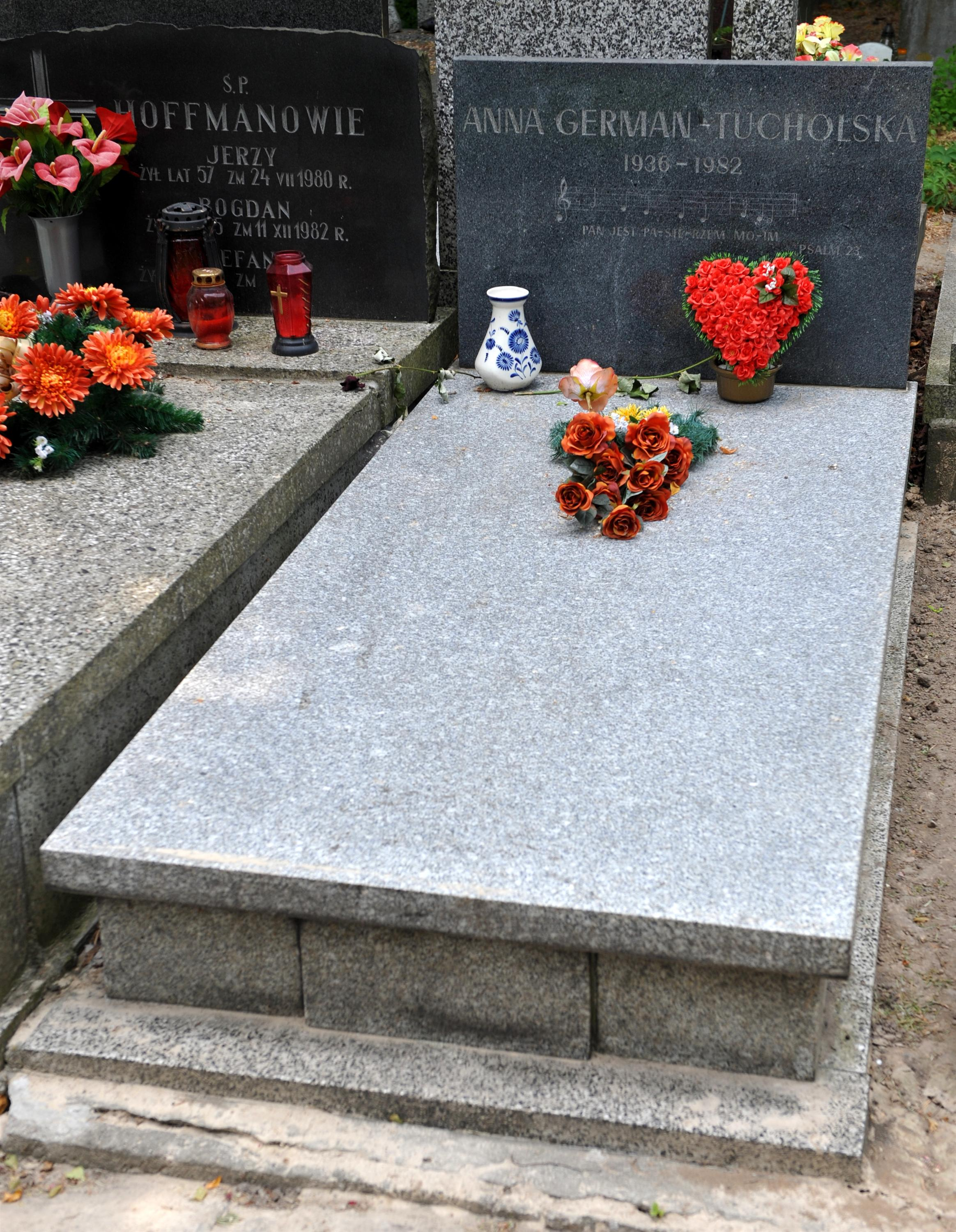
آرامگاه آنا گرمان

- همه ساله در ماه مه فستیوال بین‌المللی آنا گرمان به نام دانسانتا اوریدیکا (Dancanta Eŭridika) در شهر ژلونا گورا برگزار می‌شود.
- خیابان اصلی شهری که درش متولد شد، گرگانج، به نام او نام گذاری شده‌است.
- سیارکی در فضا به نام سیارک ۲۵۱۹ آنا گرمان نام گذاری شده‌است.
- مدرسه موسیقی به نام آنا گرمان در بیاویستوک فعالیت می‌کند.
- فوریه سال ۲۰۱۲ تابلو یادبودی بر خانه‌ای که آنا گرمان در ورشو زندگی می‌کرد، نصب کردند.